# 福井県道203号池田南条線
福井県道203号池田南条線（ふくいけんどう203ごう いけだなんじょうせん）は、福井県今立郡池田町から福井県南条郡南越前町を結ぶ福井県の一般県道である。

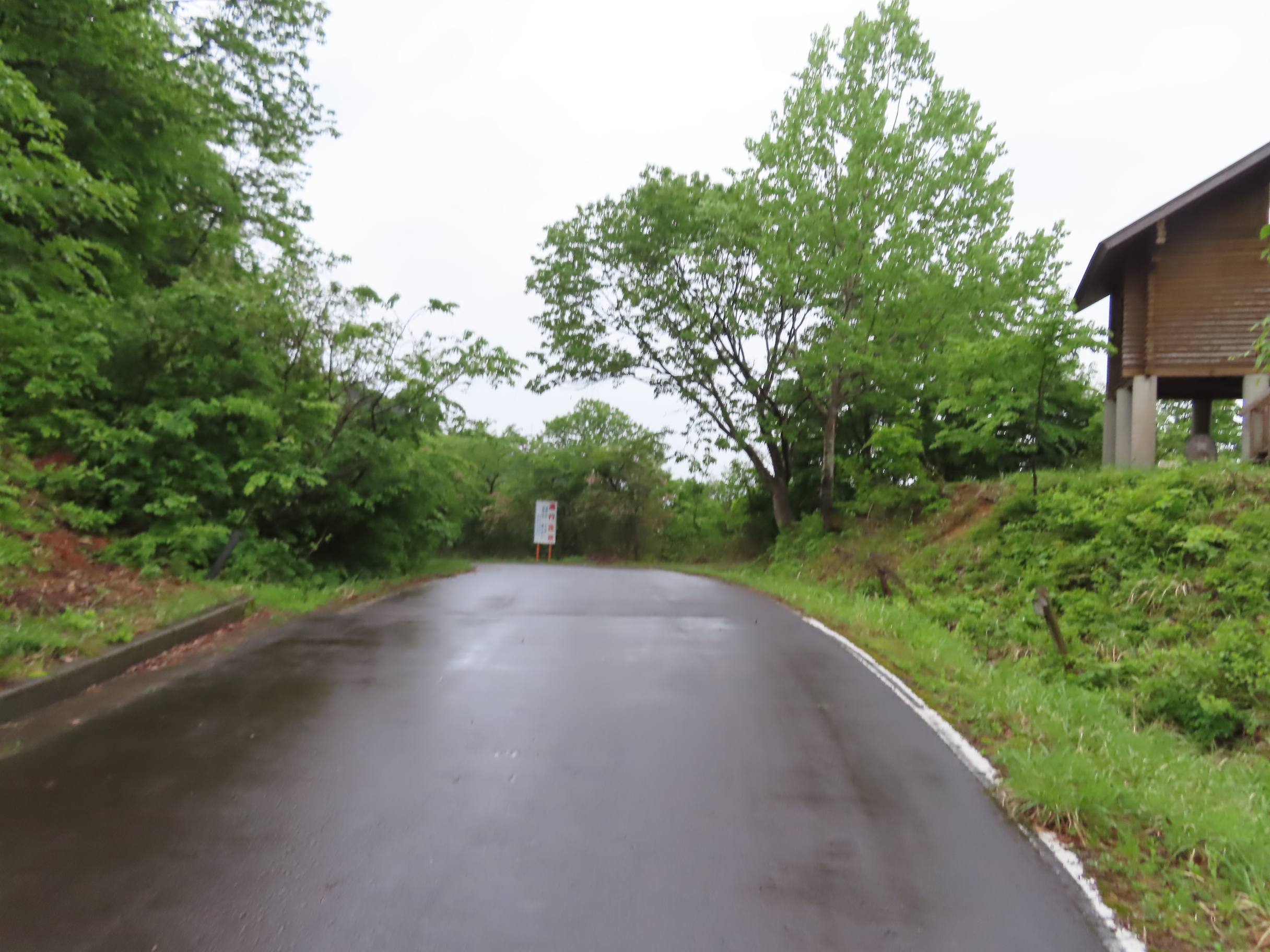
岩谷峠（2023年5月）

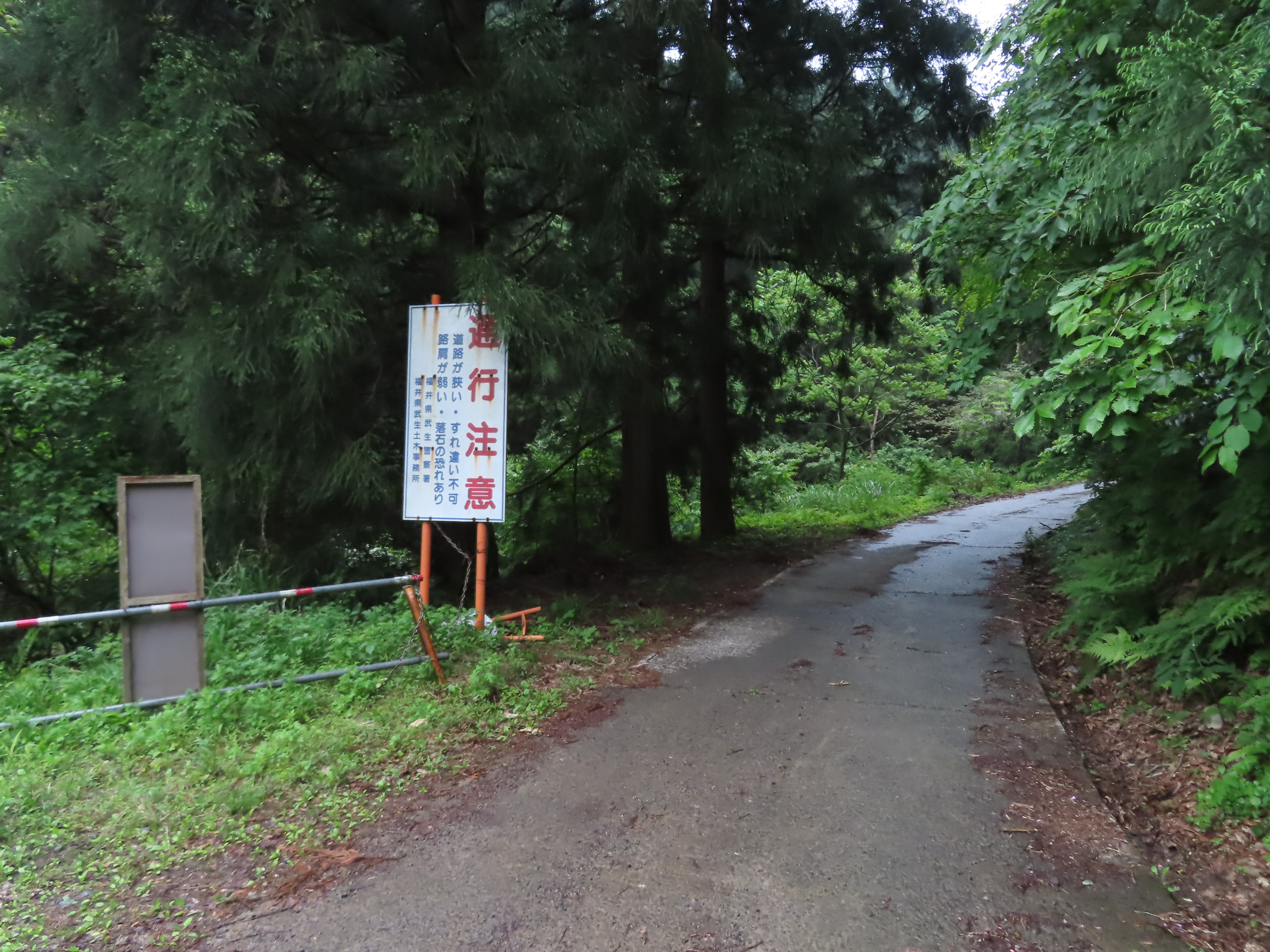
南越前町牧谷（2023年5月）

## 概要
国道476号の分断区間を最短で結ぶ迂回路としての役割を担っている。2013年現在、アスファルトで舗装はされているが池田町側では土砂崩れや落石が頻発しており、そのたびにこの県道は通行不能になる。また、ガードレールが設置されておらず道幅も1車線分しかないため通行には注意を要する。
2022年（令和4年）8月4日の集中豪雨においても土砂災害が発生し、南越前町上牧谷から池田町金山までの間、約5.8kmが通行不能となった。

## 通過する自治体
- 福井県
  - 今立郡池田町 - 南条郡南越前町

## 通過する峠
- 岩谷峠

## 接続道路
- 国道365号（終点）
- 福井県道201号菅生武生線（起点）
- 福井県道202号中小屋武生線（南越前町内重複）
- 直接の接続ではないが、北陸自動車道立体交差部の南越前町道を介して、南条スマートICまで至近（出入口は上下線別）。

## 沿線
コンビニエンスストアや道の駅などトイレに行けるような場所が皆無であるが、途中峠の山頂付近にログハウスがあり休憩できる。また普通自動車が数台停車できるスペースもある。